# Cimicomorpha
Cimicomorpha — інфраряд комах ряду Напівтвердокрилі (Hemiptera). Відомо понад 20 000 сучасних видів.

## Класифікація
Інфраряд включає в себе наступні родини:
- Надродина : Cimicoidea
  - Родина: Anthocoridae
  - Родина: Cimicidae
  - Родина: Polyctenidae
  - Родина: Plokiophilidae
  - Родина: Medocostidae
  - Родина: Velocipedidae
  - Родина: Nabidae
  - Родина: †Vetanthocoridae
- Надродина: Miroidea
  - Родина: Miridae
  - Родина: Microphysidae
- Надродина: Tingoidea
  - Родина: Ebboidae
  - Родина: Tingidae
  - Родина: Vianaididae
  - Родина: †Ignotingidae
- Надродина: Thaumastocoroidea
  - Родина: Thaumastocoridae
- Надродина: Reduvioidea
  - Родина: Pachynomidae
  - Родина: Reduviidae
  - Родина: Phymatidae